# Gauche radicale
Pour les articles homonymes, voir Gauche radicale (homonymie).
Ne doit pas être confondu avec Radicalisme, Extrême gauche ou Ultragauche.
 (mai 2025).
La gauche radicale est un courant politique hétérogène qui regroupe les individus, groupes, mouvements, organisations et partis situés entre les partis sociaux-démocrates et l'extrême gauche[réf. obsolète]. Au XXIe siècle et selon les auteurs, elle peut correspondre à la gauche antilibérale.
Selon la sociologue Irène Pereira, l’extrême gauche des années 1970 se définissait par référence à la polarité qu’exerçait alors le Parti communiste. L’effondrement de celui-ci, qui a privé celle-là de sa pertinence, contraint à des redéfinitions, notamment taxinomiques. La « gauche radicale », plus couramment nommée « gauche de la gauche », prendrait aujourd’hui son sens par référence à un Parti socialiste devenu parti de gouvernement. L’ouvrage d’Irène Pereira qui mobilise des apports de la sociologie politique, à l’aune des mouvements qu’ils analysent, s’assigne pour premier objectif d’en dresser une cartographie qu’ordonne la notion de « grammaire », empruntée à la sociologie pragmatique.
Dans le vocabulaire politique contemporain, sa définition est distincte de l'adjectif « radical », qui se réfère historiquement à des mouvements et organisations issus du radicalisme.
D'après l'universitaire Timothée Duverger (d), « la gauche radicale est née en Europe occidentale sur les décombres de l’effondrement du bloc communiste, dans un contexte d’hégémonie du libéralisme culturel, de la mondialisation dite « heureuse », du capitalisme actionnarial, de l’éclatement du salariat et de l’essor des préoccupations écologiques ».

## Idéologie
Aujourd'hui[Quand ?], les thèses partagées au sein de la gauche radicale sont l'antilibéralisme et la promotion d'un monde écologiste, féministe, antiraciste et « solidaire ». En revanche, à la différence de l'extrême gauche, la gauche radicale n'agit pas dans le but de renverser le système capitaliste, ni de se revendiquer comme partie prenante de la lutte des classes, mais se situe plutôt dans le registre de l'action citoyenne. Elle se prononce notamment pour une Europe sociale, pour une extension des services publics, pour un développement respectueux de l'environnement et contre la logique « gaspilleuse et prédatrice » du libéralisme.
L'universitaire Timothée Duverger (d) estime que « si la critique du capitalisme continue de structurer la gauche radicale, si les organisations d’encadrement populaire (syndicats, associations) l’alimentent encore, son agent de la transformation sociale n’est plus le prolétaire, mais le citoyen. Elle s’ouvre ainsi aux revendications de la nouvelle gauche en faveur des droits des minorités, de l’écologisme ou encore de la démocratie participative. La question démocratique y est centrale, de même que le combat culturel – entendu comme une stratégie d’hégémonie dans le vocabulaire gramscien – dans le champ de la démocratie représentative ».
Selon la sociologue Irène Pereira, les composantes de la gauche radicale relèvent de trois « grammaires » comprises comme « un ensemble de règles permettant aux acteurs de faire converger leurs jugements et leurs actions en partant de leurs expériences et du rapport qu’ils entretiennent à l’expérience ». La grammaire « républicaine sociale », modélisée à partir de Kant et ancrée dans le républicanisme de la Première et de la Seconde République, le solidarisme et la pensée jauressienne, est fondée sur une conception humaniste qui érige l’humanité en sujet de la transformation historique. Cette grammaire privilégierait la dimension politique de la transformation sociale, les revendications démocratiques en premier lieu, et emprunte principalement les voies de l’association. Celles de ses composantes qui énoncent un projet politique s’inscrivent dans une conception réformiste orientée vers le développement de l’économie sociale et de l’État-providence, la démocratie participative et le développement durable.
La grammaire « socialiste » s’inscrirait dans l’une ou l’autre de ces filiations que sont Marx, Engels, Lénine, Trotsky, d’une part, et le syndicalisme d’action directe, de l’autre. Ces héritages distincts et souvent conflictuels érigent pareillement le prolétariat en sujet révolutionnaire et relèvent, à ce titre, d’une grammaire commune qui se distingue de la précédente en ce qu’elle s’appuie sur la dimension économique et la lutte contre le capitalisme avec, dans le modèle léniniste, la prise du pouvoir d’État comme objectif et, dans celui du syndicalisme d’action directe, le primat du syndicat, de la grève et l’aspiration à une autogestion de l’économie. Le NPA dont l’exemple est développé est présenté comme une tentative de synthèse entre les deux « sous-grammaires » ainsi constitutives de cet ensemble.
La grammaire « nietzschéenne » qui doit à son intitulé d’afficher explicitement ses présupposés philosophiques, puise ses références dans l’individualisme anarchiste de la Belle Époque, le situationnisme et les théories post-modernes, devenues « post-humanistes ». Elle met en avant le rôle des minorités et la dimension culturelle de la transformation sociale, instaure les groupes affinitaires, les réseaux et l’action artistique en substituts aux modes d’action centralisés et mise sur des modes d’action minoritaires pour expérimenter des micro-politiques.

## Idées
Pour Timothée Duverger (d), la gauche radicale « offre un espace de recomposition à la division traditionnelle entre communistes et socialistes. C’est un lieu de convergence entre des communistes orthodoxes, la gauche de la social-démocratie, des partis rouges-verts et d’extrême gauche révolutionnaire ». Elle inclut dans sa lutte les droits des minorités, l’écologie ou la démocratie participative, donnant une place importante à la question démocratique.

## Critiques
Le « radicalisme » est aussi et parfois avant tout une posture personnelle, qui peut dans certains cas se substituer au but politique pour se suffire à elle-même : c'est ce que dénonçait déjà Lénine dans La Maladie infantile du communisme (le « gauchisme »).
En France, cette critique est reprise par des groupes comme le Comité invisible :

« Depuis la déroute des années 1970, la question morale de la radicalité s’est insensiblement substituée à la question stratégique de la révolution. C’est-à-dire que la révolution a subi le sort de toutes choses dans ces décennies : elle a été privatisée. Elle est devenue une occasion de valorisation personnelle, dont la radicalité est le critère d’évaluation. […] Quiconque se met à fréquenter les milieux radicaux s’étonne d’abord […]. On ne tarde pas à comprendre qu’ils ne sont pas occupés à construire une réelle force révolutionnaire, mais à entretenir une course à la radicalité qui se suffit à elle-même […]. La petite terreur qui y règne et qui rend tout le monde si raide n’est pas celle du parti bolchevique. C’est plutôt celle de la mode, cette terreur que nul n’exerce sur personne, mais qui s’applique à tous. On craint, dans ces milieux, de ne plus être radical, comme on redoute ailleurs de ne plus être tendance, cool ou branché. »

— Comité invisible, À nos amis (2014).
On retrouve également cette critique dans certains milieux féministes, comme sous la plume d'Aurore Koechlin, qui vise en particulier la « culture woke ».